# فرودگاه زونی زینزهو
فرودگاه زونی زینزهو (به انگلیسی: Zunyi Xinzhou Airport) یک فرودگاه نظامی و همگانی با کد یاتا ZYI است که یک باند فرود بتن دارد و طول باند آن ۳۰۰۰ متر است. این فرودگاه در شهر زونئی، گوئیژو کشور جمهوری خلق چین قرار دارد .

## شرکت‌های هواپیمایی و مقصدهای پروازی
| شرکت‌های هواپیمایی   | مقصدهای پروازی |
| ------------------- | --- |
| ایر چاینا           | پکن |
| Chengdu Airlines    | چنگدو شوانگلیو، ونچو یونگچیانگ، زوهای سانزاهو                                                                                       |
| هواپیمایی شرقی چین  | هانگجو ژیاشان، نانچانگ چانگبی، نانجینگ لوکو، شانگهای پودنگ، ووهان تیانهه                                                            |
| هواپیمایی جنوبی چین | پکن، بایون گوآنگجو، شنژن بن |
| اسپرینگ ایرلاینز    | سووارنابومی، کونمینگ چانگشوی، شانگهای هونگچیائو                                                                                     |
| تیانجین ایرلاینز    | چانگشا هوانگهوا، دالیان ژووشویزی، هایکو میلان، نانینگ ووژو، سانیا فونیکس، تیانجین بینهای، شی‌آن شیان‌یانگ، زیامن گائوچی، ژنگژو سین‌ژنگ |